# Jangcsiang
Jangcsiang (egyszerűsített kínai írással: 阳江, pinjin: Yángjiāng) prefektúra szintű város Kínában, Kuangtung tartományban. Lakosainak száma 2 602 959 fő (2020).

## Népesség
| 2018 | 2 555 600 |
| 2020 | 2 602 959 |